# Monaler
För kaktussläktet, se Lophophora
Monaler (Lophophorus) är ett släkte med tre arter i familjen fasanfåglar som alla förekommer i bergstrakter i Asien:
- Himalayamonal (L. impejanus)
- Vitstjärtad monal (L. sclateri)
- Kinesisk monal (L. lhuysii)

Tidigare har de även kallats glansfasaner och praktfasaner.